# Acidiella
Acidiella är ett släkte av tvåvingar. Acidiella ingår i familjen borrflugor.

## Dottertaxa tillAcidiella, i alfabetisk ordning[1]
- Acidiella abdominalis
- Acidiella ambigua
- Acidiella angustifrons
- Acidiella arisanica
- Acidiella bimaculata
- Acidiella circumvaga
- Acidiella clotho
- Acidiella consobrina
- Acidiella contraria
- Acidiella denotata
- Acidiella didymera
- Acidiella dilutata
- Acidiella disjuncta
- Acidiella diversa
- Acidiella formosana
- Acidiella funesta
- Acidiella fuscibasis
- Acidiella issikii
- Acidiella japonica
- Acidiella kagoshimensis
- Acidiella lineata
- Acidiella longipennis
- Acidiella maculata
- Acidiella maculinotum
- Acidiella maculipennis
- Acidiella malaisei
- Acidiella pachypogon
- Acidiella persimilis
- Acidiella pseudolineata
- Acidiella rectangularis
- Acidiella retroflexa
- Acidiella rioxaeformis
- Acidiella sapporensis
- Acidiella scelesta
- Acidiella sepulcralis
- Acidiella sol
- Acidiella spimaculata
- Acidiella spinifera
- Acidiella trigenata
- Acidiella turgida
- Acidiella yasumatsui